# Pyrrosia caudifrons
Pyrrosia caudifrons là một loài dương xỉ trong họ Polypodiaceae. Loài này được Ching, Boufford & K.H. Shing mô tả khoa học đầu tiên năm 1983.